# Ugia scopulina
Ugia scopulina là một loài bướm đêm trong họ Erebidae.